# Patrick Maroon
Patrick "Pat" Maroon, född 23 april 1988, är en amerikansk professionell ishockeyforward som spelar för Tampa Bay Lightning i NHL.
Han har tidigare spelat för Anaheim Ducks, Edmonton Oilers, New Jersey Devils och St. Louis Blues i NHL; Philadelphia Phantoms, Adirondack Phantoms, Syracuse Crunch och Norfolk Admirals i AHL samt Texarkana Bandits och St. Louis Bandits i NAHL.
Maroon har vunnit Stanley Cup för säsongerna 2018–2019; 2019–2020 och 2020–2021.

## Klubbkarriär

### NHL

#### Philadelphia Flyers
Han draftades i sjätte rundan i 2007 års draft av Philadelphia Flyers som 161:a spelare totalt.
Maroon spelade dock aldrig i NHL för Flyers, istället skickade de, den 21 november 2010, iväg honom och David Laliberte till Anaheim Ducks i utbyte mot Rob Bordson och Danny Syvret.

#### Anaheim Ducks
Han inledde sin tid hos Ducks med att spela för Syracuse Crunch i AHL, som vid den tiden var Ducks farmarlag. Säsongen 2013-14 var hans första fulla säsong i NHL och han avslutade säsongen med 29 poäng på 62 matcher, vilket gjorde att han skrev på en treårig kontraktsförlängning med Ducks den 2 augusti 2014. Följande säsong spelade han i 71 matcher för Ducks, och gjorde 34 poäng. Under Stanley Cup-slutspelet 2015 gjorde han 11 poäng på 16 matcher när han spelade i toppkedjan med Ryan Getzlaf och Corey Perry.
Under 2015-16 hade han det svårare, och med bara 13 poäng på 56 matcher blev han tradad till Edmonton Oilers vid trade deadline, den 29 februari 2016, i utbyte mot ett draftval i fjärde rundan 2016 och Martin Gernát.

#### Edmonton Oilers
Maroon gjorde två mål och två assist på sina fyra första matcher för Oilers. Under 2016-17 gjorde han det första målet i Oilers nya arena, Rogers Place, när han gjorde 1-0 i en slutlig 7-4-vinst mot Calgary Flames. Hans första hattrick kom också med Oilers, i en 4-3-vinst mot Boston Bruins.

#### New Jersey Devils
Vid trade deadline 2018, den 26 februari, blev han tradad av Oilers till New Jersey Devils i utbyte mot J.D. Dudek och ett draftval i tredje rundan 2019.

#### St. Louis Blues
Den 10 juli 2018 skrev han som free agent på ett ettårskontrakt värt 1,75 miljoner dollar med St. Louis Blues.
Maroon var med och vann Stanley Cup med St. Louis Blues säsongen 2018–19.

## Statistik
| 2004–2005   | St. Louis AAA Blues U18 |             | 30  | 10  | 15  | 25  | 20  | —   | —  | —  | —  | —   |
| 2005–2006   | Texarkana Bandits       | NAHL        | 57  | 23  | 37  | 60  | 61  | 8   | 3  | 1  | 4  | 22  |
| 2006–2007   | St. Louis Bandits       | NAHL        | 57  | 40  | 55  | 95  | 152 | 12  | 10 | 13 | 23 | 12  |
| 2007–2008   | London Knights          | OHL         | 64  | 35  | 55  | 90  | 57  | 5   | 0  | 1  | 1  | 10  |
|             | Philadelphia Phantoms   | AHL         | 1   | 0   | 0   | 0   | 0   | —   | —  | —  | —  | —   |
| 2008–2009   | Philadelphia Phantoms   | AHL         | 80  | 23  | 31  | 54  | 62  | 4   | 1  | 2  | 3  | 13  |
| 2009–2010   | Adirondack Phantoms     | AHL         | 67  | 11  | 33  | 44  | 125 | —   | —  | —  | —  | —   |
| 2010–2011   | Adirondack Phantoms     | AHL         | 9   | 5   | 3   | 8   | 30  | —   | —  | —  | —  | —   |
|             | Syracuse Crunch         | AHL         | 57  | 21  | 27  | 48  | 68  | —   | —  | —  | —  | —   |
| 2011–2012   | Anaheim Ducks           | NHL         | 2   | 0   | 0   | 0   | 2   | —   | —  | —  | —  | —   |
|             | Syracuse Crunch         | AHL         | 75  | 32  | 42  | 74  | 120 | 4   | 0  | 0  | 0  | 4   |
| 2012–2013   | Anaheim Ducks           | NHL         | 13  | 2   | 1   | 3   | 10  | —   | —  | —  | —  | —   |
|             | Norfolk Admirals        | AHL         | 64  | 26  | 24  | 50  | 139 | —   | —  | —  | —  | —   |
| 2013–2014   | Anaheim Ducks           | NHL         | 62  | 11  | 18  | 29  | 101 | 13  | 2  | 5  | 7  | 38  |
| 2014–2015   | Anaheim Ducks           | NHL         | 71  | 9   | 25  | 34  | 82  | 16  | 7  | 4  | 11 | 6   |
| 2015–2016   | Anaheim Ducks           | NHL         | 56  | 4   | 9   | 13  | 54  | —   | —  | —  | —  | —   |
|             | Edmonton Oilers         | NHL         | 16  | 8   | 6   | 14  | 34  | —   | —  | —  | —  | —   |
| 2016–2017   | Edmonton Oilers         | NHL         | 81  | 27  | 15  | 42  | 95  | 13  | 3  | 5  | 8  | 28  |
| 2017–2018   | Edmonton Oilers         | NHL         | 57  | 14  | 16  | 30  | 60  | —   | —  | —  | —  | —   |
|             | New Jersey Devils       | NHL         | 17  | 3   | 10  | 13  | 13  | 5   | 1  | 0  | 1  | 0   |
| 2018–2019   | St. Louis Blues         | NHL         | 74  | 10  | 18  | 28  | 64  | 26  | 3  | 4  | 7  | 8   |
| 2019–2020   | Tampa Bay Lightning     | NHL         | 64  | 9   | 14  | 23  | 71  | 25  | 1  | 5  | 6  | 32  |
| 2020–2021   | Tampa Bay Lightning     | NHL         | 55  | 4   | 14  | 18  | 60  | 23  | 2  | 2  | 4  | 37  |
| 2021–2022   | Tampa Bay Lightning     | NHL         | 81  | 11  | 16  | 27  | 134 | 23  | 4  | 2  | 6  | 32  |
| 2022–2023   | Tampa Bay Lightning     | NHL         | 80  | 5   | 9   | 14  | 150 | 6   | 0  | 1  | 1  | 16  |
| NHL totalt  | NHL totalt              | NHL totalt  | 729 | 117 | 171 | 288 | 930 | 150 | 23 | 28 | 51 | 197 |
| AHL totalt  | AHL totalt              | AHL totalt  | 353 | 118 | 160 | 278 | 544 | 8   | 1  | 2  | 3  | 17  |
| NAHL totalt | NAHL totalt             | NAHL totalt | 114 | 63  | 92  | 155 | 213 | 20  | 13 | 14 | 27 | 34  |

### Internationellt
| Källa: Uppdaterad: 2023-06-03 | Källa: Uppdaterad: 2023-06-03 | Källa: Uppdaterad: 2023-06-03 |         | Utv = Utvisningsminuter | Utv = Utvisningsminuter | Utv = Utvisningsminuter | Utv = Utvisningsminuter | Utv = Utvisningsminuter |
| År                            | Lag                           | Mästerskap                    | Matcher | Mål                     | Assists                 | Poäng                   | Utv                     |                         |
| ----------------------------- | ----------------------------- | ----------------------------- | ------- | ----------------------- | ----------------------- | ----------------------- | ----------------------- | ----------------------- |
| 2016                          | Kanada                        | VM                            | 10      | 1                       | 2                       | 3                       | 12                      |                         |
| Senior totalt                 | Senior totalt                 | Senior totalt                 | 10      | 1                       | 2                       | 3                       | 12                      |                         |